# 藤本鉄石

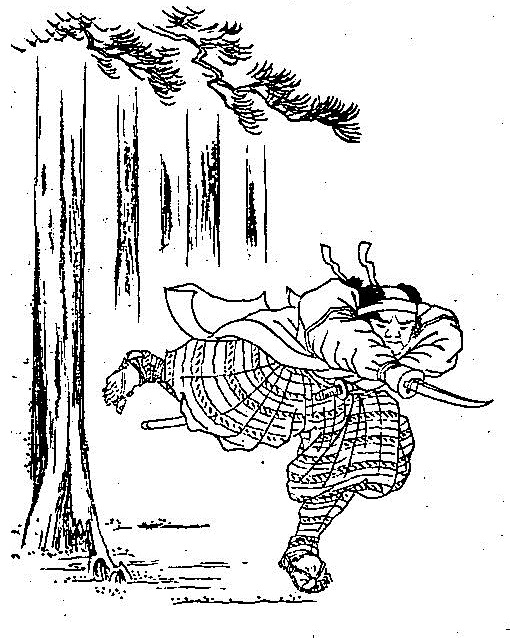
藤本津之助（『高名像伝 : 近世遺勲. 天』）

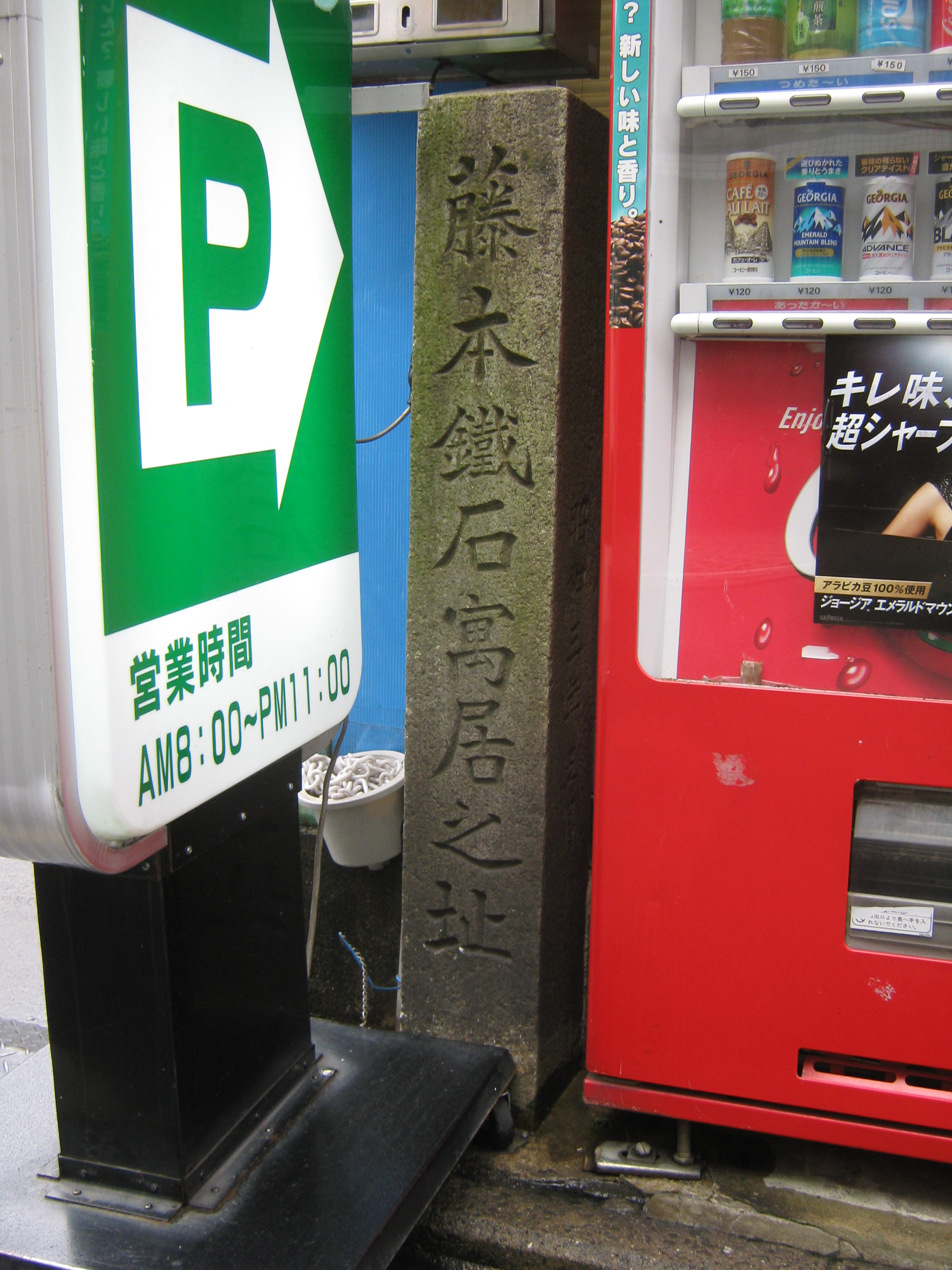
藤本鉄石邸址、京都市中京区御幸町通三条上る東側

藤本 鉄石（ふじもとてっせき、文化13年3月17日（1816年4月14日） - 文久3年9月25日（1863年11月6日））は、幕末の志士・書画家。諱は真金。通称を学治・津之助、字を鋳公。鉄石・鉄寒士・吉備男子・柳間契民・海月浪士・取菊老人・都門売菜翁など多数の号がある。
岡山藩を脱藩し、諸国を遊歴して書画や軍学を学ぶ。京都で絵師として名をなし、尊攘派浪人と交わり志士活動を行った。大和行幸の先駆けとなるべく大和国で挙兵して天誅組を結成し、吉村虎太郎、松本奎堂とともに天誅組三総裁の一人となる。その後、幕府軍の討伐を受けて天誅組は壊滅し、藤本も戦死した。

## 生涯
備前国御野郡東川原村（岡山県岡山市中区）の片山佐吉の四男として文化13年（1816年）3月17日に生まれる。後に藩士藤本彦右衛門の養子となり、農事掛り、手代を務めていたが、天保11年（1840年）に脱藩して京都へ出る。この頃伊藤花竹に就いて画を学ぶ。その後、売書・売画を続けて諸国を遊歴して、書・画・和歌・漢詩の修行をした。画ははじめ北宗画風であったが、後に南宗画に転じ山水画・花鳥画が最も巧みだった。また長沼流軍学を修め、剣術は一刀新流の免許を得ている。少年時代に鉄石に接した清河八郎や山岡鉄舟は彼の影響を大いに受けた。
京都伏見に居を定め私塾を開いて学問と武芸を教授した。黒船来航以来の国難の中で藤本も慷慨の志を持ち、清河八郎を介して尊攘派志士たちと交わりを持つようになる。
文久2年（1862年）、薩摩藩国父島津久光が率兵上京することになり、世間はこれを倒幕のための上洛だと解して、平野国臣、清河八郎、吉村虎太郎らは上方に浪士を集めて、有馬新七ら薩摩藩士の過激派と結託して挙兵を策した（伏見義挙）。藤本もこの動きに加わる。だが、島津久光の真意は公武合体であり、藤本は薩摩藩邸に軟禁され、ほどなく挙兵計画から離脱して去っている。結局、寺田屋騒動で薩摩藩士の過激派は粛清され、平野、吉村らも捕えられて国許へ送還された。
文久3年（1863年）2月、京都守護職松平容保は朝廷に浪士の言論洞開策を勅栽を得て京都市中に布告した。ただし、これには黒谷の会津藩本陣に出頭する必要があり、応じた浪士は3人しかいなかったが、そのうちの一人が藤本だった。容保に奉公を願い出た浪士35人を記した会津藩の記録の「京方浪人別」に「浪士頭」として藤本の名が見える。この時の藤本の真意は不明である。
同年8月13日に孝明天皇の大和行幸の詔が発せられると。藤本は吉村虎太郎（土佐脱藩）、松本奎堂（刈谷脱藩）とともに行幸の先駆けとして大和国で挙兵することを計画。藤本は挙兵の軍資金調達のために河内へ先行した。14日に吉村は前侍従中山忠光を迎えて浪士39人が方広寺に結集して京都を出立。一行は海路堺に入り、河内へ進んで狭山藩から銃器武具を差し出させた。17日に一行は河内檜尾山観心寺に逗留し、ここへ藤本が合流。浪士たちは後に天誅組と称されるようになる。
天誅組は大和国五条天領へ入り、代官所を襲撃して炎上させ、代官鈴木正信（源内）の首を刎ねて挙兵した。天誅組は桜井寺に本陣を定め、自らを「御政府」と称し、中山忠光を主将、藤本、松本、吉村を総裁とする職制を定めた。
だが、直後の18日になって八月十八日の政変が起きて政情は一変。三条実美ら攘夷派公卿は失脚し、長州藩は京都からの撤退を余儀なくされた。大和行幸の詔は偽勅とされ中止となった。
突然、孤立無援となった天誅組は要害の天ノ辻に本陣を移し、十津川郷士を募兵して1000人を集めた。26日に高取城を攻撃するが敗北し、この戦いで吉村は重傷を負ってしまう。
9月、周辺諸藩が討伐に動員され、天誅組は善戦するものの多勢に無勢の上に装備も貧弱で、次第に追い詰められた。藤本は紀州新宮へ突破して四国九州へ逃れ再挙することを策すが叶わず、遂には十津川郷士たちも離反し、天誅組は実質的な戦闘力を失った。
天誅組残党は山中の難路を進んで脱出を試みる。三総裁のうち吉村は高取城攻撃の際に負った傷が悪化、もう一人の松本は負傷が原因で失明状態になっており、それぞれ歩行困難となり、本隊から脱落。

24日、藤本ら天誅組本隊は鷲尾峠を経た鷲家口（奈良県東吉野村）で紀州・彦根藩兵と遭遇。本隊は敵中突破に成功し、主将の中山は僅かばかりの護衛兵と共に大阪方面に脱出するが、藤本はこのまま逃げ延びるのを潔しとせず、翌25日、彼の弟子福浦米吉とともに再び鷲家口まで引き返し、紀州藩本陣に猛烈な切り込みをかけた。不意をつかれた紀州藩軍は混乱に陥ったが、所詮多勢に無勢であり壮絶な討ち死にを遂げた。享年48。辞世の句は、
だった。
同日には松本も紀伊兵に追い詰められて自刃（自刃する間もなく射殺された説もあり）しており、他の者達もほとんどが戦死するか捕縛され、天誅組は壊滅した。吉村も27日に津藩兵に発見され射殺されている。藤本の首は京都に運ばれ、松本、吉村を含む12人の天誅組隊士の首と共に粟田口に晒された。
彼が忠兵衛宛に書いた手紙は小判や掛け軸の彩色した絵を書いて「ほしい、ほしい、ほしい、ほしい」と援助の依頼を楽しく書いていて、ユーモアにあふれていて彼の人柄を思わせる。
明治24年（1891年）、従四位を追贈された。

## 著作
- 『日鑑』
- 『神典皇謨』
- 『蒭蕘之言』

## 作品
| 作品名     | 技法         | 形状・員数 | 寸法（縦x横cm） | 所有者             | 年代   | 落款・印章 | 備考                        |
| ---------- | ------------ | ---------- | --------------- | ------------------ | ------ | ---------- | --------------------------- |
| 山水図巻   | 紙本著色     | 1巻        | 29.37x270.19    | ミネアポリス美術館 | 1828年 |            |                             |
| 松下高士図 |              |            |                 |                    | 1856年 |            |                             |
| 秋景山水図 | 絹本著色     | 1幅        | 155.1x52.2      | 鳥取県立博物館     | 1859年 |            |                             |
| 菊花図     |              |            |                 |                    | 1860年 |            |                             |
| 清河八郎像 | 紙本淡彩     | 1幅        | 129.8x60.0      | 清河八郎記念館     | 1862年 |            | 清河八郎賛 山形県指定文化財 |
| 西園雅集図 | 絹本淡彩     | 1幅        | 156x71.8        | 岡山県立美術館     | 1862年 |            |                             |
| 放魚図屏風 | 紙本墨画淡彩 | 六曲一双   | 166.7x366（各） | 岡山県立美術館     | 1862年 |            |                             |